# Emmanuel Jacomy
Pour les articles homonymes, voir Jacomy.
Emmanuel Jacomy est un acteur, directeur artistique et adaptateur français, né le 11 janvier 1960 à Dijon (Côte-d'Or).
Actif dans le doublage, il est la voix française régulière de Forest Whitaker, Denzel Washington, Pierce Brosnan, Ray Liotta et Russell Crowe, ainsi qu'une voix récurrente de Val Kilmer, Kurt Russell, Tim Robbins, Gary Sinise, Kiefer Sutherland et depuis 2022 Mel Gibson.
Il a participé au doublage de nombreux films Disney (La Belle et la Bête, Le Bossu de Notre-Dame, Tarzan, The Wild, WALL-E, Elio) et il double également Clark Kent / Superman dans un très grand nombre d'œuvres DC Comics depuis Superman, l'Ange de Metropolis (1996), il est également la voix française de Stan Smith, héros de la série American Dad!. De 2016 à 2021, il fut la voix de Bruce Wayne / Batman dans certains films d'animation (ayant échangé sa place avec Adrien Antoine qui fit Superman) avant d'être remplacé, tandis que dans différentes œuvres, Thibaut Lacour lui succède sur le rôle de Superman.

## Biographie

### Débuts
Emmanuel Jacomy est né en Bourgogne mais il a passé toute son enfance dans l’Ain. C’est à sa majorité qu'il arrive à Paris.

### Carrière
Il commence à faire du théâtre au retour de l’armée, vers 23 ans. Pendant cette période, pour vivre, il tourne des publicités. Il fait ensuite du théâtre amateur puis professionnel. Enfin sur les conseils d'un ami, il se tourne vers le doublage.

## Filmographie

### Télévision
- 1992 : Tout ou presque de Claude Vital

## Doublage
Note : Les dates indiquées en italique correspondent aux sorties initiales des films auxquels Emmanuel Jacomy a participé aux redoublages et / ou aux doublages tardifs.

### Cinéma

#### Films
- Pierce Brosnan dans (41 films) :
  - GoldenEye (1995) : James Bond
  - Leçons de séduction (1996) : Alex
  - Le Pic de Dante (1997) : Dr Harry Dalton
  - Robinson Crusoé (1997) : Robinson Crusoé
  - Demain ne meurt jamais (1997) : James Bond
  - Excalibur, l'épée magique (1998) : Le roi Arthur
  - Le Neveu (1998) : Joe Brady
  - Grey Owl (1999) : Archibald Belaney
  - Thomas Crown (1999) : Thomas Crown
  - Le monde ne suffit pas (1999) : James Bond
  - Le Tailleur de Panama (2001) : Andrew Osnard
  - Meurs un autre jour (2002) : James Bond
  - Evelyn (2002) : Desmond Doyle
  - Une affaire de cœur (2004) : Daniel Rafferty
  - The Matador (2005) : Julian Noble
  - Coup d'éclat (2005) : Max Burdett
  - Le Chantage (2008) : Tom Ryan
  - Married Life (2008) : Richard Langley
  - Pour l'amour de Bennett (2009) : Allan Brewer
  - Percy Jackson : le voleur de foudre (2010) : Chiron
  - Remember Me (2010) : Charles Hawkins
  - Salvation Boulevard (2011) : Dan Day
  - Mais comment font les femmes ? (2011) : Jack Abelhammer
  - Le Dernier Pub avant la fin du monde (2013) : Guy Shepherd
  - Duo d'escrocs (2014) : Richard
  - Up and Down (2014)[1] : Martin Sharp
  - Survivor (2015) : « l'horloger »
  - Teach Me Love (2015) : Richard Haig
  - No Escape (2015) : Hammond
  - The Foreigner (2017) : Liam Hennessy
  - Liaisons à New York (2017) : Ethan Webb
  - Spinning Man (2018) : Malloy
  - Final Score (2018) : Dimitri Belav
  - Eurovision Song Contest: The Story of Fire Saga (2020) : Erick Erickssong
  - False Positive (2021) : Dr John Hindle
  - Cendrillon (2021) : le roi Rowan
  - Black Adam (2022) : Kent Nelson / Doctor Fate
  - The King's Daughter (2022) : le roi Louis XIV
  - Gangsters par alliance (2023) : Billy McDermott
  - The Great Lillian Hall (en) (2024) : Ty Maynard
  - The Insider (2025) : Arthur Steiglitz
- Forest Whitaker dans (32 films) :
  - Good Morning, Vietnam (1987) : 1re Classe Edward Montesque Garlick
  - Bird (1988) : Charlie Parker
  - Johnny Belle Gueule (1989) : Dr Steven Fisher
  - Deux Flics à Downtown (1990) : Dennis Curren
  - Criminal Justice (1990) : Jessie Williams
  - Hit Man, un tueur (1991) : Dekker
  - A Rage in Harlem (1991) : Jackson
  - Jeux d'adultes (1992) : David Duttonville
  - Bank Robber (1993) : l'officier Battle
  - Body Snatchers (1993) : Major Collins
  - Smoke (1995) : Cyrus Cole
  - La Mutante (1995) : Dan Smithson
  - Phénomène (1996) : Nate Pope
  - Battlefield Earth (2000) : Ker
  - Vengeance secrète (2001) : agent Jules Bernard
  - Panic Room (2002) : Burnham
  - Légitime défense (2003) : Marcus Clay
  - Even Money (2006) : Clyde Snow
  - Points de rupture (2009) : Charlie
  - Max et les Maximonstres (2009) : Ira
  - The Experiment (2010) : Barris
  - Sans compromis (2012) : Ronny
  - Unités d'élite (2012) : le lieutenant Detective Dennis Lurue
  - Le Dernier Rempart (2012) : l'agent John Bannister
  - A Dark Truth (2013) : Francisco Francis
  - Le Majordome (2013) : Cecil Gaines
  - Les Brasiers de la colère (2013) : Wesley Barnes
  - La Voie de l'ennemi (2014) : William Garnett
  - Taken 3 (2015) : l'inspecteur Frank Dotzler
  - La Rage au ventre (2015) : Titus « Tick » Wills
  - Premier Contact (2016) : le colonel Weber
  - How It Ends (2018) : Tom Sutherland
- Denzel Washington dans (32 films) :
  - Glory (1989) : soldat Silas Trip
  - Mo' Better Blues (1990) : Bleek Gilliam
  - Philadelphia (1993) : Joe Miller
  - L'Affaire Pélican (1993) : Gray Grantham
  - Beaucoup de bruit pour rien (1993) : Don Pedro of Aragon
  - USS Alabama (1995) : le commandant Ron Hunter
  - Le Diable en robe bleue (1995) : Easy Rawlins
  - La Femme du pasteur (1997) : Dudley
  - Le Témoin du mal (1998) : John Hobbes
  - He Got Game (1998) : Jake Shuttlesworth (1er doublage)
  - Bone Collector (1999) : Lincoln Rhymes
  - Hurricane Carter (1999) : Rubin Carter
  - Le Plus Beau des combats (2000) : Herman Boone
  - Training Day (2001) : Alonzo Harris
  - Un crime dans la tête (2004) : le capitaine Bennett « Ben » Marco
  - Déjà vu (2006) : Doug Carlin
  - Inside Man : L'Homme de l'intérieur (2006) : l'inspecteur Keith Frazier
  - American Gangster (2007) : Frank Lucas
  - L'Attaque du métro 123 (2009) : Walter Garber
  - Le Livre d'Eli (2010) : Eli
  - Unstoppable (2010) : Frank Barnes
  - Sécurité rapprochée (2012) : Tobin Frost
  - Flight (2013) : Whip Whitaker Sr.
  - 2 Guns (2013) : Robert « Bobby » Trench
  - Equalizer (2014) : Robert McCall
  - Les Sept Mercenaires (2016) : Sam Chisolm
  - L'Affaire Roman J. (2017) : Roman J. Israël
  - Equalizer 2 (2018) : Robert McCall
  - Une affaire de détails (2021) : le shérif-adjoint Joe « Deke » Deacon
  - Macbeth (2021) : Macbeth
  - Equalizer 3 (2023) : Robert McCall
  - Gladiator 2 (2024) : Macrinus
- Ray Liotta dans (22 films) :
  - Obsession fatale (1992) : Pete Davis
  - Inferno (2000) : Jack
  - Narc (2002) : le lieutenant Henry Oak
  - Revolver (2005) : Dorothy Macha
  - Bande de sauvages (2007) : Jack
  - Hero Wanted (2008) : l'officier Terry Subcott
  - Bataille à Seattle (2008) : le maire Jim Tobin
  - The Line (2008) : Martin Shields
  - King Rising, au nom du roi (2008) : Gallian
  - Be Bad! (2010) : Lance Wescott
  - Au bout de la nuit 2 (2011) : Marty Kingston
  - Cogan: Killing Them Softly (2012) : Markie Trattman
  - The Iceman (2013) : Roy DeMeo
  - Sin City : J'ai tué pour elle (2014) : Joey
  - Secret d'État (2014) : John Cullen
  - Stretch (2014) : lui-même
  - Opération Muppets (2015) : Big Papa
  - Marriage Story (2019) : Jay Marotta
  - Hubie Halloween (2020) : M. Landolfa
  - No Sudden Move (2021) : Frank Capelli
  - Many Saints of Newark - Une histoire des Soprano (2021) : Aldo « Hollywood Dick » Moltisanti et Salvatore « Sally » Moltisanti
  - Crazy Bear (2023) : Syd Dentwood
- Russell Crowe dans (20 films) :
  - L.A. Confidential (1997) : Wendell « Bud » White
  - Breaking Up (1997) : Steve
  - Révélations (1999) : Dr Jeffrey Wigand
  - Un homme d'exception (2001) : John Forbes Nash Jr.
  - De l'ombre à la lumière (2005) : James J. Braddock
  - Mensonges d'État (2008) : Ed Hoffman
  - Man of Steel (2013) : Jor-El
  - Un amour d'hiver (2014) : Pearly Soames
  - Père et Fille (2015) : Jake Davis
  - The Nice Guys (2016) : Jackson Healy
  - Le Gang Kelly (2019) : Harry Power
  - Enragé (2020) : Tom Cooper
  - Zack Snyder's Justice League (2021) : Jor-El (caméo vocal)
  - Thor: Love and Thunder (2022) : Zeus
  - The Greatest Beer Run Ever (2022) : Coates
  - Poker Face (2022) : Jake Foley
  - L'Exorciste du Vatican (2023) : le père Gabriele Amorth
  - Land of Bad (2024) : le capitaine Eddie « Reaper » Grimm
  - Kraven the Hunter (2024) : Nikolaï Kravinoff
  - Sleeping Dogs (2024) : Roy Freeman
- Kiefer Sutherland dans (11 films) :
  - 1969 (1988) : Scott
  - Les Feux de la nuit (1988) : Tad Allagash
  - L'Expérience interdite (1990) : Nelson
  - La Disparue (1993) : Jeff Harriman
  - Deux Cow-boys à New York (1994) : Sonny Gilstrap
  - Le Droit de tuer ? (1996) : Freddie Lee Cobb
  - Freeway (1997) : Bob Wolverton
  - Dark City (1998) : Dr Daniel P. Schreber
  - Morceaux choisis (2000) : Shérif Bobo
  - Pari à haut risque (2005) : Pally LaMarr
  - Juré n°2 (2024) : Larry Lasker
- Tim Robbins dans (10 films) :
  - Five Corners (1988) : Harry
  - Rien à perdre (1997) : Nick Beam
  - Mission to Mars (2000) : Woodrow « Woody » Blake
  - Human Nature (2001) : Nathan Bronfman
  - La Vérité sur Charlie (2002) : Lewis Bartholomew
  - La Guerre des Mondes (2005) : Harlan Ogilvy
  - Tenacious D et le Médiator du destin (2006) : l'homme étrange
  - Zathura : Une aventure spatiale (2006) : le père
  - The Lucky Ones (2008) : Cheaver
  - La Cité de l'ombre (2008) : Loris « Barrow » Harrow
- Val Kilmer dans (9 films) :
  - Cœur de tonnerre (1991) : Ray Levoi
  - L'Ombre et la Proie (1996) : le colonel John Henry Patterson
  - Le Saint (1997) : Simon Templar
  - Premier Regard (1998) : Virgil
  - Planète rouge (2000) : Robby Gallagher
  - Pollock (2001) : Willem DeKooning
  - Les Disparues (2003) : le lieutenant Jim Ducharme
  - Spartan (2004) : Scott
  - Profession profiler (2004) : Jake Harris
- Mel Gibson dans (7 films) :
  - Agent Game (2022) : Olsen
  - Père Stu : Un héros pas comme les autres (2022) : Bill Long
  - Hot Seat (2022) : Wallace Read
  - Bandit (2022) : Tommy Kay
  - On the Line (2022) : Elvis Clooney
  - Confidential Informant (2023) : Lieutenant Kevin Hickey
  - Boneyard (2024) : Agent Petrovick
- Gary Sinise dans (6 films) :
  - Des souris et des hommes (1992) : George
  - Jack the Bear (1993) : Norman
  - Forrest Gump (1994) : le lieutenant Dan Taylor
  - Apollo 13 (1995) : Ken Mattingly
  - Impostor (2002) : Spencer Olham
  - La Grande Arnaque (2004) : Ray Ritchie
- Alec Baldwin dans (5 films) :
  - Le Chat chapeauté (2003) : Quinn
  - Polly et moi (2004) : Stan Indursky
  - Rencontres à Elizabethtown (2005) : Phil DeVoss
  - Courir avec des ciseaux (2007) : Norman Burroughs
  - Sexy Devil (2007) : Jabez Stone
- Matthew Modine dans (4 films) :
  - Full Metal Jacket (1987) : James T. « Guignol » Davis
  - Memphis Belle (1990) : le capitaine Dennis Dearborn
  - L'Île aux pirates (1995) : William Shaw
  - The Dark Knight Rises (2012) : Peter Foley
- Kurt Russell dans (3 films) :
  - Tequila sunrise (1988) : Nicholas « Nick » Frescia
  - Tango et Cash (1989) : Gabriel « Gabe » Cash
  - L'École fantastique (2005) : Steve Stronghold
- Michael Keaton dans (3 films) :
  - Une journée de fous (1989) : Billy Caufield
  - La Voix des morts (2005) : Jonathan Rivers
  - The Last Time (2006) : Ted Riker
- Philip Seymour Hoffman dans (3 films) :
  - Le Temps d'un week-end (1992) : George Willis, Jr.
  - La 25e Heure (2003) : Jacob Elinsky
  - Mission impossible 3 (2006) : Owen Davian
- Nicolas Cage dans (3 films) :
  - Milliardaire malgré lui (1994) : Charlie Lang
  - Un ange gardien pour Tess (1994) : Doug Chesnic
  - Kiss of Death (1995) : Little Junior Brown
- Sean Bean dans (3 films) :
  - Flight Plan (2005) : le capitaine Marcus Rich
  - Hitcher (2007) : John Ryder
  - Outlaw (2007) : Danny Bryant
- Ray Sharkey dans :
  - Sans pitié (1986) : Angles Ryan
  - Un flic et demi (1993) : Fountain
- John Candy dans :
  - L'Oncle Buck (1989) : Buck Russell
  - Banco pour un crime (1992) : Augie Morosco
- Steven Seagal dans :
  - Désigné pour mourir (1990) dans : John Hatcher
  - Piège à haut risque (1998) : Dr Wesley McClaren
- Woody Harrelson dans :
  - Doc Hollywood (1991) : Hank Gordon
  - Sept Psychopathes (2012) : Charlie Costello
- David Morse dans :
  - Le Bon Fils (1993) : Jack
  - Rock (1996) : Tom Baxter
- Jason Patric dans :
  - Geronimo (1993) : Charles B. Gatewood
  - Alamo (2004) : James Bowie
- Peter Gallagher dans :
  - À fleur de peau (1995) : Michael Chambers
  - American Beauty (1999) : Buddy Kane
- John Cusack dans :
  - Les Ailes de l'enfer (1997) : Marshall Vince Larkin
  - High Fidelity (2000) : Rob Gordon
- Keith Scott dans :
  - George de la jungle (1997) : le narrateur (voix)
  - George de la jungle 2 (2003) : le narrateur (voix)
- Bruce Greenwood dans :
  - Abîmes (2002) : le lieutenant Brice
  - Truth : Le Prix de la vérité (2016) : Andrew Heyward
- Faizon Love dans :
  - The Fighting Temptations (2003) : Luther Washington
  - Thérapie de couples (2009) : Shane
- Vincent D'Onofrio dans :
  - Le Juge (2014) : Glen Palmer
  - Le Cercle : Rings (2017) : Burke
- Beau Bridges dans :
  - End of the Road (2022) : le shérif Hammers
  - Un mystère à Noël (2022) : le maire Donovan
- 1955[n 1] : La Plume blanche : Josh Tanner (Robert Wagner)
- 1971 : Duel : le chauffeur du bus scolaire (Lou Frizzell) (2e doublage)
- 1972[n 2] : Le Parrain : Moe Greene (Alex Rocco) (2e doublage)
- 1974[n 3] : Phantom of the Paradise : Winslow Leach (William Finley)
- 1977[n 1] : Peter et Elliott le dragon : Willie Gogan (Jeff Conaway) (2e doublage)
- 1981[n 4] : Les Bleus : le capitaine Stillman (John Larroquette) (2e doublage)
- 1983 : Strange Brew : Bob McKenzie (Rick Moranis)
- 1983 : L'Esprit d'équipe : Shadow (Leon Robinson)
- 1986 : Stand by Me : Billy Tessio (Casey Siemaszko)
- 1987 : La Folle Histoire de l'espace : le prince Vallium (Jim J. Bullock)
- 1987 : Police Academy 4 : Aux armes citoyens : Arnie (Brian Backer)
- 1987 : Hamburger Hill : le sergent Worcester (Steven Weber)
- 1987 : La Gagne : Sonny Binkley (David Marshall Grant)
- 1988 : Some Girls : Nick (Lance Edwards)
- 1988 : Everybody's All-American : Gavin Grey (Dennis Quaid)
- 1988 : Double Détente : Salim (J.W. Smith)
- 1989 : Portrait craché d'une famille modèle : Larry Buckman (Tom Hulce)
- 1989 : Haute Sécurité : Wiley (John Lilla)
- 1989 : Do the Right Thing : Señor Love Daddy (Samuel L. Jackson)
- 1989 : Outrages : Caporal Brown (Erik King)
- 1989 : Un flic à Chicago : Briar Gates (Liam Neeson)
- 1989 : Warlock : Le policier (Allan Miller (en))
- 1989 : Slipstream : Le Souffle du futur : Matt Owens (Bill Paxton)
- 1990 : Karaté Tiger 3 : Frères de sang (en) : Will Alexander (Loren Avedon (en))
- 1990 : Navy Seals : Les Meilleurs : le lieutenant James Curran (Michael Biehn)
- 1990 : Miller's Crossing : Tom Regan (Gabriel Byrne)
- 1990 : Ghost : Carl Bruner (Tony Goldwyn)
- 1990 : Cadence : Roosevelt Stokes (Laurence Fishburne)
- 1990 : La Nuit des morts-vivants : Johnny (Bill Moseley)
- 1990 : Drugstore Cowboy : Bob (Matt Dillon)
- 1990 : Mr Quigley l'Australien : Coogan (Jerome Ehlers)
- 1990 : Class of 1999 : Hector (James Medina)
- 1990 : Les Tortues ninja : Leonardo (David Forman) (voix)
- 1990 : Le Mystère von Bülow : David Marriott (Fisher Stevens)
- 1990 : Gremlins 2 : La Nouvelle Génération : Daffy Duck (Jeff Bergman) (voix, pour une réplique)
- 1991 : Les Tortues Ninja 2 : Leonardo (Mark Caso) (voix)
- 1991 : Freejack : Alex Furlong (Emilio Estevez)
- 1991 : Les Indomptés : Frank Costello (Costas Mandylor)
- 1991 : Dans les griffes du Dragon rouge : Yoshida (Cary-Hiroyuki Tagawa)
- 1991 : Fenêtre sur Pacifique : Dave (Rob Cox)
- 1991 : Bienvenue au club : Al (Joe Mantegna)
- 1991 : Talons aiguilles : le juge Dominguez / Hugo/Letal (Miguel Bosé)
- 1991 : Frankie et Johnny : Peter (Glenn Plummer)
- 1991 : L'Arme parfaite : Jeff Sanders (Jeff Speakman)
- 1992 : La Loi de la nuit : le videur (Byron Utley)
- 1992 : Bruits de coulisses : Frederick Dallas (Christopher Reeve)
- 1992 : Article 99 : Dr Rudy Bobrick (John C. McGinley)
- 1992 : Un faux mouvement : Lenny « Pluto » Franklin (Michael Beach)
- 1992 : Extravagances : Vida Boheme (Patrick Swayze)
- 1992 : Un flingue pour Betty Lou : Alex Perkins (Eric Thal (en))
- 1992 : Singles : Steve Dunne (Campbell Scott)
- 1992 : Twin Peaks: Fire Walk with Me : Bobby Briggs (Dana Ashbrook)
- 1992 : Héros malgré lui : Chucky (Kevin J. O'Connor)
- 1992 : Simetierre 2 : Chase Andrews (Anthony Edwards)
- 1992 : Bad Lieutenant : Lite (Anthony Ruggiero)
- 1992 : Cool World : Slash (Joey Camen (en))
- 1992 : Bodyguard : Sy Spector (Gary Kemp)
- 1992 : Fortress : D-Day (Jeffrey Combs)
- 1993 : Dragon, l'histoire de Bruce Lee : Jerome Sprout (Sterling Macer)
- 1993 : Les Princes de la ville : Paco (Benjamin Bratt)
- 1993 : Hot Shots 2 : Rabinowitz (Ryan Stiles)
- 1993 : Le Temps de l'innocence : Newland Archer (Daniel Day-Lewis)
- 1993 : Nuits blanches à Seattle : Greg (Victor Garber)
- 1993 : Meurtre par intérim : Peter Derns (Timothy Hutton)
- 1994 : Danger Immédiat : Marvin[Qui ?]
- 1994 : Léon : le chauffeur de taxi[Qui ?]
- 1994 : Les Patriotes : Igal (Joe El Dror)
- 1994 : Freefall : Chute libre : Dex Dellum (Jeff Fahey)
- 1995 : Strange Days : Max Peltier (Tom Sizemore)
- 1995 : L'Ultime Souper : Luke (Courtney B. Vance)
- 1995 : Copycat : Darryl Lee Cullum (Harry Connick Jr.)
- 1995 : Les Légendes de l'Ouest : Jonas Hackett (Stephen Lang)
- 1995 : La Colo des gourmands : Tony Perkis (Ben Stiller)
- 1995 : The Shooter : Michael Dane (Dolph Lundgren)
- 1996 : L'Île au trésor des Muppets : Long John Silver (Tim Curry) (voix parlée)
- 1996 : Disjoncté : le petit ami de Robin (Owen Wilson)
- 1996 : Peur primale : Joey Pinero (Steven Bauer)
- 1996 : Space Jam : lui-même (Larry Bird)
- 1997 : Austin Powers : Austin Powers (Mike Myers)
- 1997 : Tout le monde dit I love you : Greg (Robert Knepper)
- 1998 : Jack Frost : Mac MacArthur (Mark Addy)
- 2000 : Fous d'Irène : Dickie Thurman (Daniel Greene)
- 2000 : Shanghai Kid : Wallace (Walton Goggins)
- 2002 : Opération funky : le général Warren Boutwell (Billy Dee Williams)
- 2004 : Starship Troopers 2 : Héros de la Fédération : le soldat Joe Griff (Ed Quinn)
- 2004 : Instincts meurtriers : Edmund Cutler (Leland Orser)
- 2004 : Mon beau-père, mes parents et moi : le serveur sous couverture (Kyle T. McNamee)
- 2005 : Quatre Frères : Victor Sweet (Chiwetel Ejiofor)
- 2005 : Le Clown, le film : Max Hecker (Sven Martinek)
- 2006 : Jackass deux, le film : lui-même (Jay Chandrasekhar)
- 2006 : A Scanner Darkly : Fred (Sean Allen)
- 2006 : Les Fils de l'homme : Nigel (Danny Huston)
- 2007 : Transformers : Tom Banachek (Michael O'Neill)
- 2007 : Hannibal Lecter : Les Origines du mal : Robert Lecter (Richard Leaf)
- 2007 : Mr. Brooks : Marshall (William Hurt)
- 2007 : Paranoïak : Daniel Brecht (Matt Craven)
- 2007 : Lettre ouverte à Jane Austen : Daniel Avila (Jimmy Smits)
- 2008 : La Ville fantôme : Richard (Billy Campbell)
- 2008 : Rachel se marie : un invité (Fab Five Freddy)
- 2009 : Rec 2 : Rosso (Pablo Rosso)
- 2009 : Transformers 2 : La Revanche : le capitaine USS Roosevelt (John Nielsen)
- 2009 : Obsessed : Derek Charles (Idris Elba)
- 2010 : Le Cas 39 : Edward Sullivan (Callum Keith Rennie)
- 2010 : True Grit : Froster (Ed Corbin)
- 2011 : Détective Dee : Le Mystère de la flamme fantôme : Xue Yong (Jinshan Liu)
- 2014 : Transformers : L'Âge de l'extinction : Lockdown (Mark Ryan)
- 2015 : Le Transporteur : Héritage : Frank Martin, Sr. (Ray Stevenson)
- 2015 : Issue de secours : Sully (Danny Glover)
- 2017 : Wheelman : le faux commanditaire (Slaine)
- 2017 : Wonder Wheel : Humpty (James Belushi)
- 2018 : Skyscraper : le narrateur présentant la tour[Qui ?]
- 2018 : Calibre : Brian McClay (Ian Pirie)
- 2018 : Une femme d'exception : Pr Ernest Brown (Stephen Root)
- 2019 : 10 Minutes Gone : Frank (Michael Chiklis)
- 2020 : The Last Days of American Crime : Chucky (Terence Maynard)
- 2021 : Judas and the Black Messiah : l'agent spécial Leslie Carlyle (Robert Longstreet)
- 2021 : SAS: Rise of the Black Swan : Callum (Richard McCabe)
- 2021 : Nos pires amis (en) : Harold (Robert Wisdom)
- 2021 : La Méthode Williams : Vic Braden (en) (Kevin Dunn)
- 2021 : Il Divin Codino : L'art du but par Roberto Baggio : Florindo Baggio (Andrea Pennacchio (it))
- 2022 : Colère divine : le père de Luciana (Guillermo Arengo (es))
- 2022 : Overdose : Alfonso Castroviejo (Carlos Bardem (es))
- 2022 : Emancipation : le général William Dwight (David Denman)
- 2022 : Dog : Gus (Kevin Nash)
- 2022 : She Said : Harvey Weinstein (Mike Houston (en))
- 2025 : Les Quatre Fantastiques : Premiers pas : Galactus (Ralph Ineson)

#### Films d'animation
- 1950[n 5] : Cendrillon : le prince (voix parlée) et Jack (2e doublage)
- 1981[n 6] : Le Monde fou, fou, fou de Bugs Bunny : Grosminet, Porky Pig et voix diverses (1er doublage)
- 1983[n 7] : L'Île fantastique de Daffy Duck : Daffy Duck et Frankie
- 1985 : Dot et le koala : Bruce le koala
- 1987 : The Chipmunk Adventure : David « Dave » Seville et l'un des sbires de Claudia
- 1989 : La Petite Sirène : Eurêka (1er doublage)
- 1990 : Bernard et Bianca au pays des kangourous : Wilbur [2]
- 1991 : La Belle et la Bête : la Bête
- 1996 : Le Bossu de Notre-Dame : le capitaine Phoebus
- 1997 : La Belle et la Bête 2 : Le Noël enchanté : la Bête
- 1998 : Le Prince d'Égypte : Ramsès (voix parlée)
- 1998 : Le Monde magique de la Belle et la Bête : la Bête
- 1999 : Tarzan : Tarzan
- 1999 : Thumb Wars : Black Helmet Man, l'oncle Owen et la voix off du début
- 2002 : Le Bossu de Notre-Dame 2 : Le Secret de Quasimodo : le capitaine Phoebus
- 2002 : Cendrillon 2 : Jack (voix parlée)
- 2003 : Le Livre de la jungle 2 : Veinard
- 2003 : Les 101 Dalmatiens 2 : Sur la trace des héros : Ouragan, le chien sans peur
- 2003 : Le Monde de Nemo : M. Raie
- 2004 : Team America, police du monde : Alec Baldwin[n 8]
- 2005 : Bob l'éponge, le film : le roi Neptune
- 2005 : Vaillant, pigeon de combat ! : le commandant James Courage
- 2005 : Chicken Little : Hollywood « Chicken little »
- 2006 : Paprika : Osanai Morio
- 2006 : Rox et Rouky 2 : Cash[n 9]
- 2006 : Cars : M. Dinoco Tex
- 2006 : The Wild : Samson[n 10]
- 2006[n 11]: Superman: Brainiac Attacks : Clark Kent / Superman
- 2007[n 12] : Superman : Le Crépuscule d'un dieu : Clark Kent / Superman[3]
- 2007 : Le Sortilège de Cendrillon : Jack (dialogues)
- 2007 : Bee Movie : Drôle d'abeille : Ray Liotta[n 13]
- 2008 : WALL-E : le capitaine McCrea
- 2008 : Les Chimpanzés de l'espace : Titan
- 2009 : Fantastic Mr. Fox : Écureuil
- 2008[n 12] : La Ligue des justiciers : Nouvelle Frontière : Clark Kent / Superman[3]
- 2009 : Superman/Batman : Ennemis publics : Clark Kent / Superman
- 2010 : Dragons : Stoïk la brute[n 14]
- 2010[n 12] : La Ligue des justiciers : Conflit sur les deux Terres : Clark Kent / Superman
- 2010 : Superman/Batman : Apocalypse : Clark Kent / Superman
- 2010[n 12] : Superman/Shazam! Le Retour de Black Adam : Clark Kent / Superman
- 2011 : All Star Superman : Clark Kent / Superman
- 2012 : La Ligue des justiciers : Échec : Clark Kent / Superman
- 2012 : Superman contre l'Élite : Clark Kent / Superman
- 2013 : Batman : The Dark Knight Returns - Partie 2 : Clark Kent / Superman
- 2013 : Superman contre Brainiac : Clark Kent / Superman
- 2013 : La Ligue des justiciers : Le Paradoxe Flashpoint : Clark Kent / Superman
- 2013 : Lego Batman, le film : Unité des super héros : Clark Kent / Superman (sorti directement en DVD en France)
- 2014 : Dragons 2 : Stoïk la brute[n 14]
- 2014 : La Ligue des justiciers : Guerre : Clark Kent / Superman (sorti directement en DVD en France)
- 2014 : Les Aventures de la Ligue des justiciers : Piège temporel : Clark Kent / Superman
- 2015 : Vice-Versa : la colère du père
- 2015 : Lego DC Comics Super Heroes : La Ligue des justiciers contre la Ligue des Bizarro : Clark Kent / Superman
- 2015 : La Ligue des justiciers : Le Trône de l'Atlantide : Clark Kent / Superman
- 2015 : Lego DC Comics Super Heroes - La Ligue des justiciers : L'Attaque de la Légion maudite : Clark Kent / Superman
- 2016 : Kung Fu Panda 3 : Li, le père de Po
- 2016 : Lego DC Comics Super Heroes - La Ligue des justiciers : L'Affrontement cosmique : Clark Kent / Superman
- 2016 : La Ligue des justiciers vs. les Teen Titans : Bruce Wayne / Batman
- 2016 : Batman : The Killing Joke : Bruce Wayne / Batman
- 2016 : Batman : Le Retour des justiciers masqués : Bruce Wayne / Batman
- 2016 : Le Monde de Dory : M. Raie
- 2016 : Lego DC Comics Super Heroes - La Ligue des justiciers : S'évader de Gotham City : Bruce Wayne / Batman
- 2017 : Zombillénium : le Diable
- 2017 : Justice League Dark : Bruce Wayne / Batman
- 2017 : Batman et Harley Quinn : Bruce Wayne / Batman
- 2017 : Batman vs. Double-Face : Bruce Wayne / Batman
- 2017 : Cars 3 : M. Dinoco Tex
- 2018 : Batman: Gotham by Gaslight : Bruce Wayne / Batman
- 2018 : Batman Ninja : Bruce Wayne / Batman
- 2018 : Lego DC Super Heroes: The Flash : Bruce Wayne / Batman
- 2018 : Lego DC Super Heroes: Aquaman : Bruce Wayne / Batman
- 2018 : La Mort de Superman : Bruce Wayne / Batman
- 2018 : Teen Titans Go! Le film : Clark Kent / Superman
- 2019 : Le Règne des Supermen : Bruce Wayne / Batman
- 2019 : Dragons 3 : Le Monde caché : Stoïk la brute[n 14]
- 2019 : Justice League VS The Fatal Five : Bruce Wayne / Batman
- 2019 : Batman et les Tortues Ninja : Bruce Wayne / Batman
- 2019 : Lego DC Batman: Family Matters : Bruce Wayne / Batman
- 2019 : Batman: Silence : Bruce Wayne / Batman
- 2020 : Dragon Quest: Your Story : Gootrude
- 2020 : Superman: Red Son : Bruce Wayne / Batman
- 2020 : Justice League Dark: Apokolips War : Bruce Wayne / Batman
- 2020 : Batman: Un deuil dans la famille : Bruce Wayne / Batman
- 2021 : Batman: Soul of the Dragon : Bruce Wayne / Batman
- 2021 : Riverdance : L'aventure animée : Patrick[4]
- 2024 : Kung Fu Panda 4 : Li, le père de Po
- 2024 : Vice-versa 2 : la colère du père
- 2025 : Elio : Seigneur Grigon[n 15],[5]

### Télévision

#### Téléfilms
- Bruce Greenwood (4 téléfilms) dans :
  - Cauchemar en haute mer (1993) : Nick Terrio
  - Un cœur pour vivre (1994) : Fred Schouten
  - Terreur nucléaire (2004) : Tom Shea
  - Dans la peau du tueur (2004) : Robert Keppel
- Ray Liotta dans :
  - Pilgrim (2000) : Jack
  - Jamais sans mes enfants (2012) : Jim
- Billy Campbell dans :
  - Un tueur si proche (2003) : Ted Bundy
  - Le défi de Kylie (2008) : Al Shines
- 1972[n 16] : Le Chien des Baskerville : George Stapleton (William Shatner)
- 1991 : Mensonges d'amour : Ross (Greg Evigan)
- 1991 : Vengeance diabolique : Jim Norman (Tim Matheson)
- 1991 : Course contre la mort : Jimmy Lee Dancey (Michael Beck)
- 1991 : Darkness : père O'Carroll (Anthony John Denison)
- 1992 : Duplicata : Bob Boxletter (Gregory Harrison)
- 1992 : Adam, la corde rompue : David Norwell (Jimmy Smits)
- 1993 : Obscures révélations : Will McCaid (Jeff Fahey)
- 1993 : La secte de Waco : David Koresh (Timothy Daly)
- 1994 : Le Fléau : Stu Redman (Gary Sinise)
- 1994 : Armé et innocent : Lonnie (Cotter Smith)
- 1995 : Pilotes de choix : Hannibal Lee (Laurence Fishburne)
- 1995 : Le tueur de Blue Lake : Paul Kinsey (Judd Nelson)
- 1995 : Une mère trahie : l'inspecteur Martinson (Thomas Calabro)
- 1996 : Danielle Steel : L'anneau de Cassandra : le capitaine Manfred Von Tripp (Carsten Norgaard)
- 1996 : Coup de sang : Perry Smith (Eric Roberts)
- 1997 : Double écho : Max Jordan / Steven Jordan (Jack Wagner)
- 1997 : Piège en plein ciel[6] : Tony DiStefano (Chris Noth)
- 1997 : Cavale sans retour : Carl Miller (Dale Midkiff)
- 1999 : Un père trop célèbre : Michael Landon (John Schneider)
- 1999 : Judgment Day : Matthew Reese (Ice-T)
- 1999 : Rencontres interdites : Callboy Lanou (Bernhard Bettermann)
- 2000 : L'histoire de Linda McCartney : John Lennon (Tim Piper)
- 2000 : Le secret du vol 353 : Victor Yates (John C. McGinley)
- 2000 : Le secret de Dawn : Russell Cottrell (Robert Wisden)
- 2002 : Le Projet Laramie : Doc O'Connor (Steve Buscemi)
- 2002 : Menace sur Sydney : Paul Blake (Antonio Sabàto, Jr.)
- 2002 : Le roman d'un condamné : Paul Freeman (Matthew Modine)
- 2003 : La prison de glace : « Big » John Penny (Aidan Devine)
- 2004 : À la dérive : Bill Vogul (Gary Hudson)
- 2006 : Bernard et Doris : Waldo Taft (James Rebhorn)
- 2008 : Sous le signe de l'amour : Alexander Bergmann (Erol Sander)
- 2011 : La Maison sur le lac : Mike Noonan (Pierce Brosnan)
- 2012 : Game Change : Steve Schmidt (Woody Harrelson)
- 2012 : Un Noël sur mesure : Owen (David Hasselhoff)
- 2012 : Romance en terres sauvages : Oliver (Sven Martinek)
- 2014 : Ma parole contre la leur : l'entraîneur Tim Miller (Malik Yoba)
- 2015 : Whitney Houston : Destin brisé : Clive Davis (Mark Rolston)
- 2016 : Confirmation (en) : Clarence Thomas (Wendell Pierce)

#### Séries télévisées
- Billy Campbell dans (10 séries) :
  - Deuxième Chance (1999-2002) : Rick Sammler (63 épisodes)
  - Les 4400 (2004-2007) : Jordan Collier (26 épisodes)
  - Newport Beach (2005) : Carter Buckley (7 épisodes)
  - Shark (2007-2008) : Wayne Callison (3 épisodes)
  - Eureka (2009) : Dr Bruce Manlius (saison 3, épisode 15)
  - Meteor : Le Chemin de la destruction (2009) : l'inspecteur Jack Crowe (mini-série)
  - Melrose Place : Nouvelle Génération (2010) : Ben Brinkley (3 épisodes)
  - The Killing (2011-2014) : Darren Richmond (27 épisodes)
  - Modus (2017) : Dale Tyler (8 épisodes)
  - Cardinal (2017-2020) : l'inspecteur John Cardinale (24 épisodes)
- Forest Whitaker dans (8 séries) :
  - La Treizième Dimension (2002) : le présentateur (44 épisodes)
  - The Shield (2006-2007) : le lieutenant Jon Kavanaugh (13 épisodes)
  - Urgences (2006-2007) : Curtis Âmes (6 épisodes)
  - Esprits criminels (2010) : l'agent spécial Sam Cooper (saison 5, épisode 18)
  - Criminal Minds: Suspect Behavior (2011) : l'agent spécial Sam Cooper (13 épisodes)
  - Racines (2016) : Henry (mini-série)
  - Empire (2017-2018) : Eddie Barker (11 épisodes)
  - Extrapolations (2023) : August Bolo (saison 1, épisode 7)
- Ray Liotta dans (5 séries) :
  - Urgences (2004) : Charlie Metcalf (saison 11, épisode 6)
  - Unbreakable Kimmy Schmidt (2017) : Paulie Fiuccillo (saison 3, épisode 10)
  - Young Sheldon (2017) : Vincent (saison 1, épisode 5)
  - Hanna (2021) : Gordon Evans (6 épisodes)
  - Black Bird (2022) : Jimmy Keene Sr. (mini-série)
- Brad Garrett dans (4 séries) :
  - Pour le meilleur et le pire (2006-2010) : Eddie Stark (82 épisodes)
  - Monk (2008) : Jake Philips (saison 7, épisode 1)
  - The Crazy Ones (2013-2014) : Gordon Lewis (6 épisodes)
  - Not Dead Yet (2024) : Duncan Rhodes (saison 2)
- Ron Perlman dans :
  - Sons of Anarchy (2012-2014) : Clarence « Clay » Morrow (2e voix, à partir de la saison 5)
  - StartUp (2017) : Wes Chandler (20 épisodes)
  - Poker Face (2023) : Sterling Frost Sr. (saison 1, épisode 10)
- Tim Robbins dans :
  - The Spoils of Babylon (2014) : Jonas Morehouse (mini-série)
  - The Brink (2015) : Walter Larson (10 épisodes)
  - Here and Now (2018) : Greg Boatwright (10 épisodes)
- Bruce Greenwood dans :
  - Côte Ouest (1992) : Pierce Lawton (23 épisodes)
  - L'Homme de nulle part (1995-1996) : Thomas Veil (25 épisodes)
- Jimmy Smits dans :
  - Les Tommyknockers (1993) : Jim Gardner (mini-série)
  - The Get Down (2016) : Francisco « Papa Fuerte » Cruz (11 épisodes)
- John Schneider dans :
  - Docteur Quinn, femme médecin (1997-1998) : Daniel Simon (1re voix)
  - Destins croisés (2001) : le capitaine Luke Sellars (saison 2, épisode 21)
- Joseph Bottoms dans :
  - Traque sur Internet (1998-1999) : Sean Trelawney
  - V.I.P. (1999) : le chef criminel (saison 2, épisode 7)
- Jack Coleman dans :
  - Kingdom Hospital (2004) : Peter Rickman (13 épisodes)
  - Nip/Tuck (2004) : Dr Avery Atherton (saison 2, épisode 9)
- Wendell Pierce dans :
  - Treme (2010-2013) : Antoine Batiste (36 épisodes)
  - Chicago Police Department (2017-2020) : Alderman Ray Price (10 épisodes)
- Bobby Cannavale dans :
  - Boardwalk Empire (2012) : Gyp Rosetti (11 épisodes)
  - Vinyl (2016) : Richie Finestra (10 épisodes)
- Pierce Brosnan dans :
  - The Son (2017-2019) : Eli McCullough (20 épisodes)
  - MobLand (depuis 2025) : Conrad Harrigan
- Bill Camp dans :
  - The Outsider (2020) : Howard Salomon
  - Un homme, un vrai (2024) : Harry Zale (mini-série)
- 1974-1975 : M*A*S*H : le capitaine John « Trapper John » McIntyre (Wayne Rogers) (2e voix, saison 3)
- 1980-1985 : Shérif, fais-moi peur : Luke Duke (Tom Wopat) (3e voix, saisons 3 à 7) / Vance Duke (Christopher Mayer) (saison 5, 19 épisodes)
- 1983-1984 : Scandales à l'Amirauté : le lieutenant Glenn Matthews (Andrew Stevens)
- 1988-1989 : Côte Ouest : Johnny Rourke (Peter Reckell) (31 épisodes)
- 1989 : Pas de répit sur planète Terre : Jessie (Martin Kove) (13 épisodes)
- 1990-1991 : Alerte à Malibu : John D. Cort (John Allen Nelson) (1re voix, saison 1)
- 1993 : Le Rebelle : Jason Calhoun (Brandon Hooper) (saison 2, épisode 7)
- 1995-1997 : Cadfael : le shérif Hugh Beringar (Eoin McCarthy (en)) (5 épisodes)
- 1996-2001 : Le Clown : Max Zander / « le Clown » (Sven Martinek) (45 épisodes)
- 1999 : Les ombres du passé : Andrew Cannon (Christopher Villiers) (mini-série)
- 2000 : Harsh Realm : le sergent Sommers (Doug Savant) (saison 1, épisode 4)
- 2001 : Au-delà du réel : L'aventure continue : Thomas (Jeremy Sisto) (saison 7, épisode 3)
- 2001 : Inspecteur Barnaby : Joe Megson (Malcolm Storry) (saison 4, épisode 4)
- 2002 : Meurtre à Greenwich : Stephen Weeks (Andrew Binns)
- 2002 : The Shield : Dookie (Courtney McLean) (saison 1, épisode 12) et Igal (Alex Veadov) (saison 1, épisode 13)
- 2002-2004 : Sur écoute : Russell « Stringer » Bell (Idris Elba) (37 épisodes)
- 2003 puis 2010 : Les Feux de l'amour : Dr William « Snapper » Foster (William Gray Espy puis David Hasselhoff)
- 2004 : Entourage : The Sherpa (Val Kilmer) (saison 1, épisode 5)
- 2004 : Boston Public : Henry Preston (Phil Buckman) (3 épisodes)
- 2005 : Rome : Macius (Michael Nardone) (10 épisodes)
- 2005 : Will et Grace : Malcolm Widmark (Alec Baldwin)
- 2005 : Smallville : le sénateur Jack Jennings (Tom Wopat) (saison 5, épisode 6)
- 2005 : Dr House : Ken Hall (Clifton Powell) (saison 2, épisode 5)
- 2005 : Lost : Les Disparus : l'inspecteur Calderwood (Kevin E. West) (saison 1, épisode 23)
- 2007 : Raines : le capitaine Charlie Lincoln (Malik Yoba) (7 épisodes)
- 2007-2008 : Skins : Ronnie Fazer (Mark Monero) (saison 1, épisode 3 et saison 2, épisode 8)
- 2007-2013 : Leçons sur le mariage : Jeff Bingham (Patrick Warburton) (100 épisodes)
- 2008 : Cashmere Mafia : Clayton (Kevin Kilner) (4 épisodes)
- 2008 : Ghost Whisperer : Bill Eritt (Rif Hutton) (saison 4, épisode 3) et Aaron Dennis (Jerry O’Donnell) (saison 4, épisode 9)
- 2008-2016 : Les Enquêtes de l'inspecteur Wallander : Kurt Wallander (Kenneth Branagh) (12 épisodes)
- 2009-2011 : V : Marcus (Christopher Shyer) (21 épisodes)
- 2010 : The Walking Dead : Dr Edwin Jenner (Noah Emmerich) (saison 1, épisodes 5 et 6)
- 2010 : Nip/Tuck : Dr Curtis Ryerson (George Newbern) (4 épisodes)
- 2010 : Human Target : La Cible : Baptiste (Lennie James) (3 épisodes)
- 2011 : Drop Dead Diva : Alan Roberts (Tony Goldwyn) (saison 3, épisode 6)
- 2011 : Double Jeu : Schöler (Michael Brandner) (épisode 18)
- 2011-2013 : Un petit brin de vie : Ricky Gervais (Ricky Gervais) (7 épisodes)
- 2012 : C'est moi le chef ! : Jim (Mike Rowe) (saison 1, épisode 18)
- 2013 : Monday Mornings : Dr Jorge « El Gato » Villanueva (Ving Rhames) (10 épisodes)
- 2013-2015 : Les Experts : Frère Daniel Larson (Eric Roberts) (3 épisodes)
- 2014 : Rake : Roy (Omar J. Dorsey) (9 épisodes)
- 2014-2015 : True Detective : l'inspecteur Martin « Marty » Hart (Woody Harrelson) (saison 1, 8 épisodes) / Armin (Jack Topalian) (saison 2, 3 épisodes)
- 2015 : Les Mystères de Haven : Croatoan (William Shatner) (4 épisodes)
- 2015 : Mammon, la révélation : le rédacteur en chef (Vidar Sandem)
- 2016 : Pitch : lui-même (Dick Enberg) (7 épisodes)
- 2016-2018 : Spring Tide : Rune Forss (Kjell Wilhelmsen) (10 épisodes)
- 2018 : Seven Seconds : le capitaine Carlos Medina (David Zayas) (2 épisodes)
- 2018 : Jack Ryan : Nathan Singer (Timothy Hutton) (5 épisodes)
- 2019 : Traitors : voix additionnelles
- 2019 : Criminal : Allemagne : Jochen Müller (Peter Kurth)
- 2019 : The Loudest Voice : Roger Ailes (Russell Crowe) (mini-série)
- 2019 : S.W.A.T. : Mickey (David Meunier) (3 épisodes)
- 2019 : Batwoman : Bruce Wayne (Kevin Conroy) (saison 1, épisode 9)
- 2019 : Mr Inbetween : Kim (Tiriel Mora) (saison 2, épisode 4)
- 2019-2022 : The Boys : le secrétaire d'état Robert Singer (Jim Beaver) (4 épisodes)
- 2020 : Teenage Bounty Hunters : Bowser Jenkins (Kadeem Hardison)
- 2020 : I Know This Much Is True : Gene Diogenes (Alan C. Peterson) (mini-série)
- 2021 : Outer Banks : « Dr » Marsh (Marshall Bell) (saison 2, épisode 3)
- 2021 : Hit and Run : Martin Wexler (Gregg Henry) (9 épisodes)
- 2021 : Riverdale : Vittorio « Vito » Alto (Justin Louis) (saison 5, épisode 12)
- 2021 : S.W.A.T. : Hauser (Roberto Sanchez) (saison 4, épisode 7)
- 2022 : Pam and Tommy : Bob Guccione (Maxwell Caulfield) (mini-série)
- 2022 : Slow Horses : Andre Chernitsky (Marek Vašut)
- 2022 : Better Call Saul : Frank (Jim O'Heir) (saison 6, épisode 10)
- 2022 : Young Sheldon : Acnus Vulgarus (Penn Jillette) (saison 5, épisode 22)
- 2023 : The Rig : David Coake (Mark Addy)
- 2023 : Vikings: Valhalla : Lord Vitomir (Steven Brand) (saison 2)
- 2023 : Les Nouveaux Bandits (pt) : Delegado Pixinda (Black Jr.)
- 2023 : The Nurse : Kenny Herskov (Dick Kaysø) (mini-série)
- 2023 : Le Continental : D'après l'Univers de John Wick : Cormac O'Connor (Mel Gibson) (mini-série)
- 2023 : La Petite Ferme enchantée : Câlin, l'âne (Kevin McNally) (voix, saison 2)
- 2023 : One Trillion Dollars (de) : Weiland [Qui ?] (mini-série)
- 2024 : Nautilus : le père de Humility (Pete Murray) (saison 1, épisode 5)

#### Séries d'animation
- 1968[n 3] : Les Aventures de Batman : Le Pingouin (voix de remplacement)
- 1973-1986[n 17] : Le Plein de super : Bizarro (épisode 37), le maître des miroirs (épisode 49), Ronnie Raymond (épisode 51) et Cyborg (épisode 57)
- 1979-1980[n 18] : King Arthur : Kay (2e doublage)
- 1985[n 19] : Emi Magique : le capitaine du club de box (épisode 3) et le concurrent de junior (épisode 21)
- 1985-1986 : MASK : T-Bob et Bruno Sheppard (épisode 48)
- 1987 : Rahan, fils des âges farouches : Garak (épisode 15)
- 1990-1991 : He-man, le héros du futur : Musclor
- 1994 : La Petite Sirène : Eurêka
- 1994 : Bonkers : Elmo (épisode 28), Sniff, Souk et Barrouk (épisode 49)
- 1994 / 1998 : Animaniacs : Chardon (épisode 8), Taz et le prince (épisode 84)
- 1995 : Gargoyles, les anges de la nuit : le chirurgien de l'hôpital (épisode 8)
- 1995[n 20] : Les Aventures d'Hyperman[7] : Hyperman
- 1995[n 21] : Neon Genesis Evangelion : le capitaine du Over The Rainbow (2e doublage, épisode 8)
- 1995 : Timon et Pumbaa : Herman (épisode Les Naufragés)
- 1995-1996 : Princesse Starla et les Joyaux magiques : le roi Jared
- 1996 : Verdâtre Phatom : Petit Guy
- 1996-2000 : Superman, l'Ange de Metropolis : Clark Kent / Superman et Bizarro
- 1997 : Le Magicien : Ace Cooper
- 1997 : Sky Dancers : voix additionnelles
- 1997-1999 : Cléo et Chico : Chico
- 1998 : Bob Morane : Bob Morane
- 1998 : Hercule : Hippocrate (épisode 8)
- 2000-2004 : Static Choc : Clark Kent / Superman
- 2001-2003 : La Légende de Tarzan : Tarzan
- 2001-2004 : La Ligue des justiciers : Clark Kent / Superman
- 2002 : Les Simpson : le UltraHouse 3000[8] (saison 13, épisode 1)
- 2004 : Dave le barbare : le narrateur
- 2005 : Krypto le superchien : Superman
- depuis 2005 : American Dad! : Stan Smith
- 2008-2011 : Batman : L'Alliance des héros : Clark Kent / Superman
- 2009-2011 : Super Hero Squad : Captain America et la Panthère noire
- 2010 : Débil Starz, épisode Blackchapel : Docteur Watson
- 2010-2019 : La Ligue des justiciers : Nouvelle Génération : Clark Kent / Superman (1re voix, saisons 1 à 3)
- 2012-2018 : Dragons : Cavaliers de Beurk : Stoïck la brute
- 2015 : DC Super Friends : Clark Kent / Superman
- 2016-2018 : La Ligue des justiciers : Action : Clark Kent / Superman
- 2017[n 22] : Konosuba : Sois béni monde merveilleux ! : Alderp
- 2018 : Back Street Girls : Inugane
- 2019-2021 : DC Super Hero Girls : Clark Kent / Superman
- 2019-2023[n 23] : Vinland Saga : le roi Sven (doublage Netflix)
- 2020[n 22] : Kaguya-sama: Love is War : Shōzō Tanuma
- 2021 : Star Wars: The Bad Batch : le sénateur Orn Free Taa (saison 1, épisode 11)
- 2021-2022 : Ranking of Kings : le roi Bosse et Dorshe
- 2022 : Shine on! Bakumatsu Bad Boys! : voix additionnelles
- 2023 : Digman! (en) : Howard Toe[n 24]
- 2023 : Diable malgré lui : Satan
- 2023-2024 : Star Trek: Prodigy : Thadiun Okona (3 épisodes)
- 2025 : Moonrise (en) : le général Pitter

### Jeux vidéo
- 1999 : Tarzan : Tarzan
- 2000 : 007 Racing : James Bond
- 2000 : James Bond 007 : Le monde ne suffit pas : James Bond
- 2002 : Kingdom Hearts : Tarzan et la Bête
- 2002 : Superman: Shadow of Apokolips : Superman
- 2004 : 007 : Quitte ou double : James Bond
- 2005 : Kingdom Hearts 2 : la Bête
- 2005 : Chicken Little : Hollywood « Chicken Little »
- 2006 : Héros de la Ligue des justiciers : Superman
- 2006 : Le Parrain : voix additionnelles
- 2006 : Gothic 3 : Bufford et Marik
- 2007 : Spider-Man 3 : la voix off
- 2007 : The Witcher : Lambert, Vincent Meis et autres voix additionnelles
- 2010 : Heavy Rain : Carter Blake
- 2011 : DC Universe Online : Superman
- 2011 : Cars 2 : Finn McMissile
- 2011 : Kinect: Disneyland Adventures : la Bête
- 2012 : Disney Princesses : Mon royaume enchanté : Eurêka
- 2013 : Disney Infinity : M. Indestructible, Joshamee Gibbs, Finn McMissile et Mystério
- 2013 : Gears of War: Judgment : Erza Loomis
- 2015 : The Witcher 3: Wild Hunt : Jorund
- 2016 : Overwatch : Sojiro Shimada (le narrateur du court-métrage "Deux dragons")
- 2018 : Lego Les Indestructibles : Robert Parr / M. Indestructible
- 2022 : MultiVersus : Superman
- 2024 : Suicide Squad: Kill the Justice League : Superman

### Voix off de publicité
- 2017-2019 : SUV Peugeot

### Direction artistique

#### Films
- 2003 : The Mudge Boy (en)
- 2003 : Paycheck
- 2004 : Starsky et Hutch[9]
- 2004 : Mon beau-père, mes parents et moi[10]
- 2004 : Rupture : Mode d'emploi (en)
- 2005 : Doom[11]
- 2005 : La Coccinelle revient[12]
- 2005 : Chassé-croisé à Manhattan
- 2006 : Horribilis
- 2006 : Les Fils de l'homme[13]
- 2007 : 30 jours de nuit
- 2007 : Hitcher
- 2007 : Paranoïak
- 2007 : Les Frères Solomon
- 2007 : D-War
- 2008 : Outpost
- 2009 : Killshot
- 2009 : Le Cas 39[14]
- 2010 : Mon beau-père et nous[15]
- 2010 : Universal Soldier : Régénération
- 2013 : The Best Offer[16]
- 2015 : À la poursuite de demain[17]
- 2016 : Manipulations
- 2020 : Sergio
- 2020 : The Banker
- 2022 : Barbare

#### Films d'animation
- 2016 : Zootopie[18]
- 2022 : La Nuit au musée : Le Retour de Kahmunrah

#### Téléfilms
- 2014 : Initiation mortelle
- 2015 : Innocence volée
- 2022 : Trahie par ma meilleure amie
- 2022 : La Briseuse de mariage
- 2023 : Le Jeu fatal de mon amant

#### Séries télévisées
- 2000-2002 : Mysterious Ways : Les Chemins de l'étrange[19]
- 2002-2004 : Sur écoute[19] (saisons 1 à 3)
- 2003 : Angels in America[19]
- depuis 2005 : Esprits criminels[19]
- 2012 : Missing : Au cœur du complot[19]
- 2014-2019 : The Affair
- 2017-2018 : You Are Wanted
- 2020 : I Know This Much Is True (mini-série, avec Marie-Laure Beneston)
- 2021 : Y, le dernier homme
- 2021 : Histoire de Lisey (mini-série)
- 2022 : WeCrashed (mini-série)
- 2022 : Mike (en) (mini-série)
- 2023 : True Lies
- 2024 : Présumé innocent

#### Séries d'animation
- 2005-2007 : American Dragon: Jake Long
- depuis 2005 : American Dad! (avec Jean Roche en saison 1[20])
- 2022 : Zootopie+ (en)

## Adaptation

### Films
- 1997 : Chérie, nous avons été rétrécis[21]
- 1998 : Snake Eyes (avec Philippe Videcoq)
- 1998 : Drôle de couple 2 (avec Patrick Floersheim)
- 2002 : Ali G[22] (avec Patrick Floersheim et Jérôme Pauwels)
- 2009 : Le Cas 39[14]
- 2012 : Sept Psychopathes[14]

### Films d'animation
- 2006 : Paprika[23]
- 2011 : Onigamiden : La Légende du Dragon Millénaire[24]
- 2020 : Scooby !

### Téléfilms
- 2019 : Un amour au poil

### Séries d’animation
- Barney Bear
- SWAT Kats[25]
- Drôles de monstres[26]
- Timon et Pumbaa[27]
- Couacs en vrac[28]
- Le Laboratoire de Dexter[29]
- Zorro[30]
- Hé Arnold ![31]
- American Dad!
- Billy et Mandy, aventuriers de l'au-delà[32]
- Super Hero Squad[33]
- Scooby-Doo : Mystères associés[34]
- Souvenirs de Gravity Falls[35]
- Ultimate Spider-Man[36]
- Avengers Rassemblement
- Star Wars: The Bad Batch
- Tales of the Jedi
- Quality Assurance in Another World (en)